# ناصر البدوی
ناصر البدوی (انگلیسی: Naceur Bedoui؛ زادهٔ ۱۵ نوامبر ۱۹۶۴) بازیکن فوتبال اهل تونس بود.
از باشگاه‌هایی که در آن بازی کرده‌است می‌توان به باشگاه فوتبال بالمرسی، باشگاه فوتبال صفاقسی، و باشگاه فوتبال اسپرانس تونس اشاره کرد.
وی همچنین در تیم ملی فوتبال تونس بازی کرده‌است.